# Interstate 24

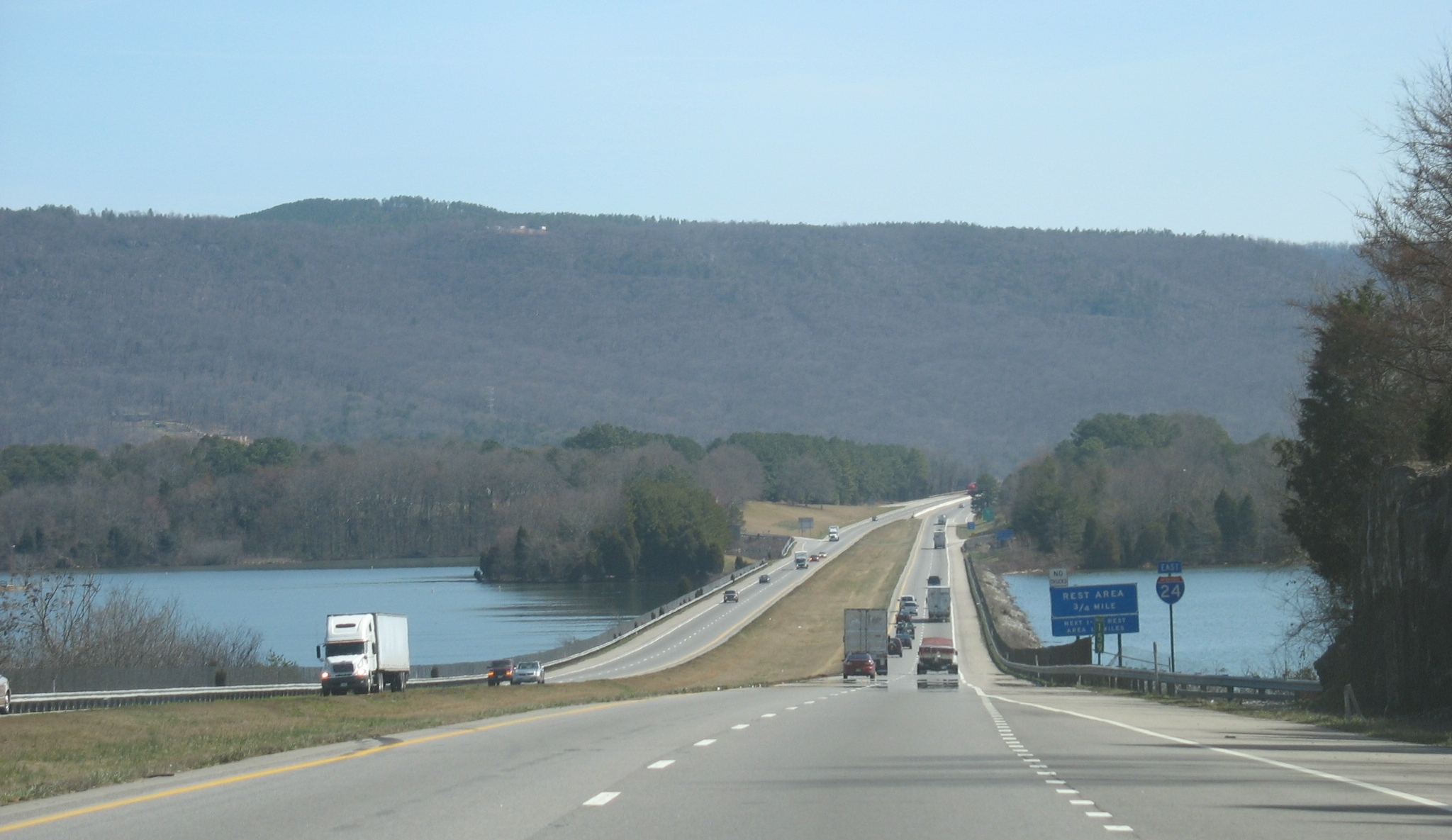
Przebieg trasy I-24

Interstate 24 – amerykańska autostrada międzystanowa we wschodniej części kraju. Zaczyna się od autostrady I57 (16 km na południe od miasta Marion w stanie Illinois), a kończy się w mieście Chattanooga wpadając w I75. Ma długość 509.1 km (316.4 mil).
Autostrada bierze swój początek w Illinois odcinek tylko 37 mil i przechodzi przez Kentucky. Następnie Tennessee – autostrada biegnie przez cały ten stan z północy na południe. W tym stanie najbardziej niebezpieczny jest odcinek około 64 km na zachód od Chattanooga w okolicach południowej części gór Appalachy, gdzie nachylenie drogi dochodzi do 6% na którym wiele osób straciło życie. Autostrada biegnie dalej przez Hrabstwo Dade w stanie Georgia tylko 6 km (4 mile) po czym wpada z powrotem do Tennessee i kończy się w Chattanoodze.
Autostrada biegnie przez stany:
- Illinois
- Kentucky
- Tennessee
- Georgia

Jest ważną arterią komunikacyjną miast:
- Paducah (Kentucky)
- Clarksville (Tennessee)
- Nashville – skrzyżowanie z I65 i I40
- Murfreesboro (Tennessee)
- Chattanooga